# یو جوئمین
یو جوئمین (انگلیسی: Yu Juemin؛ زادهٔ ۱ مهٔ ۱۹۶۰)  بازیکن والیبال اهل چین بود. وی در بازی‌های المپیک تابستانی ۱۹۸۴ شرکت کرده‌است.